# Hörsten
Hörsten là một đô thị thuộc quận Rendsburg-Eckernförde, bang Schleswig-Holstein.